# 纽勤
纽勤公司 (NASDAQ：NEOG)是一家国际食品安全公司，提供检测试剂盒和相关产品，用于检测食品中的危险物质。该公司成立于1982年，总部位于密歇根州兰辛。 服务区域包括加拿大， 美国, 英国, 欧洲部分国家， 墨西哥 ， 巴西， 印度 和 中国， 等等。 截止2016年，该公司市值18.3亿美元 ，企业价值为15.7亿美元。 该公司在全球范围内运营着100多种药物检测试剂盒，用于检测动物治疗中约300种滥用和治疗药物。 2009年，该公司成为中国政府的供应商，并一直致力于研究中国特定的食品安全和植物健康问题。